# 紀元前625年
紀元前625年（きげんぜん625ねん）は、西暦（ローマ暦）による年。紀元前1世紀の共和政ローマ末期以降の古代ローマにおいては、ローマ建国紀元129年として知られていた。紀年法として西暦（キリスト紀元）がヨーロッパで広く普及した中世時代初期以降、この年は紀元前625年と表記されるのが一般的となった。

## 他の紀年法
- 干支 : 丙申
- 日本
  - 皇紀36年
  - 神武天皇36年
- 中国
  - 周 - 襄王27年
  - 魯 - 文公2年
  - 斉 - 昭公8年
  - 晋 - 襄公3年
  - 秦 - 穆公35年
  - 楚 - 穆王元年
  - 宋 - 成公12年
  - 衛 - 成公10年
  - 陳 - 共公7年
  - 蔡 - 荘侯21年
  - 曹 - 共公28年
  - 鄭 - 穆公3年
  - 燕 - 襄公33年
- 朝鮮
  - 檀紀1709年
- ユダヤ暦 : 3136年 - 3137年

## できごと

### 中国
- 秦の孟明視（中国語版）が軍を率いて晋に侵攻したが、先且居（中国語版）の率いる晋の中軍と彭衙で会戦して敗退した。
- 魯の文公が晋に赴いて陽処父（中国語版）と盟を交わした。
- 晋の士縠（中国語版）・魯の公孫敖（中国語版）（孟穆伯）・宋の成公・陳の共公・鄭の穆公が垂隴で盟を交わした。
- 晋の先且居・宋の公子成・陳の轅選（中国語版）・鄭の公子帰生（中国語版）が連合して秦に侵攻し、汪と彭衙を占領した。